# 주름귀자유꼬리박쥐
주름귀자유꼬리박쥐(Chaerephon major)는 큰귀박쥐과에 속하는 박쥐의 일종이다. 베넹과 부르키나 파소, 콩고민주공화국, 코트디부아르, 가나, 기니, 케냐, 라이베리아, 말리, 니제르, 나이지리아, 수단, 탄자니아, 토고, 우간다에서 발견된다. 자연 서식지는 건조 사바나 지역과 습윤 사바나 지역이다. 서식지 감소로 위협을 받고 있다.